# Vlado Pečnik
Vlado Pečnik, slovenski rimskokatoliški duhovnik, urednik in teolog, * 14. julij 1953, Bodovlje pri Škofji Loki. † 7. december 2011.

## Življenjepis
V. Pečnik je bil rojen v vasi Bodovlje v Poljanski dolini. V duhovnika je bil posvečen leta 1977, nato pa je deloval kot kaplan in župnik v večjih in manjših krajih. Bil je voditelj Doma Oaza miru na Ljubelju.
Več let je bil član Slovenskega katehetskega urada in moderator Škofijskega katehetskega urada. Štiri leta je bil sodelavec radia Ognjišče, kjer je pripravljal radijske kateheze. Bil je urednik revije Naša kateheza.
V. Pečnik je bil zagovornik drugačne pastoralne prakse v župnijah, še posebno glede verouka brez vključevanja staršev in birmanja v prezgodnji mladosti. Vodil je duhovne vaje in predaval staršem, duhovnikom, laikom in članom ŽPS.
Spisal in izdal je nekaj veroučnih priročnikov. Njegova predavanja so objavljena v različnih zbornikih predavanj.
Njegovo zadnje monografsko delo je Rak rane slovenske vernosti iz leta 2011.